# Davis Curiale
Davis Curiale (Colonia, 30 dicembre 1987) è un calciatore tedesco naturalizzato italiano, attaccante dei Rossoblù Città di Luzzi.

## Carriera

### Club
Nato e cresciuto in Germania, dove inizia le giovanili con il Fortuna Colonia. Tornato in Italia nel 2004, dopo aver segnato 9 reti, sebbene le sole 18 presenze data la giovanissima età, nella stagione della storica promozione in Serie D del Campobello di Mazara Calcio, squadra della città d'origine della sua famiglia. Nel 2005 viene acquistato dal Palermo, per farlo giocare nella Primavera. Nella stagione 2006-2007 segna 28 gol, trascinando la sua squadra alle semifinali Scudetto del campionato Primavera, sconfitta poi dall'Inter (1-2). La sua prima stagione da professionista è la stagione 2007-2008, nella quale viene ceduto in prestito alla Sambenedettese, squadra con la quale segna 9 reti in 29 partite.
Rientrato per fine prestito al Palermo, per la stagione 2008-2009 viene ceduto in prestito al Vicenza con diritto di opzione e controopzione. Il prestito dura solo mezza stagione perché nel gennaio 2009 il calciatore lascia il Veneto (3 presenze per lui in campionato) per approdare al Ravenna, squadra di Lega Pro Prima Divisione, con la formula del prestito secco. Altissima la sua media realizzativa, in quanto in 9 partite segnerà addirittura 8 reti, giocherà anche 2 partite di Play-off, senza però andare più in rete.
Il 21 luglio 2009 viene ceduto in prestito al Cittadella. Nella stagione regolare gioca 19 partite in Serie B segnando 2 gol, quindi segna un gol nei play-off promozione contro il Brescia.
Nell'estate 2010 si trasferisce al Crotone dove gioca 22 partite in Serie B, segnando 4 gol. Arriva al Crotone in prestito dal Palermo, società con la quale ha un contratto fino al 2012, con diritto di riscatto sulla compartecipazione.
Il 31 agosto 2011, non rientrando nei piani della società rosanero (non si aggrega, infatti, alla squadra in ritiro), passa a titolo definitivo alla Triestina in Prima Divisione e, dopo 17 presenze e 7 reti, a gennaio si trasferisce in Serie B al Grosseto, chiudendo la stagione con 7 presenze e un gol.
Il 27 ottobre 2012 viene messo fuori rosa, insieme ai compagni Marco Crimi, Yaw Asante e Giovanni Formiconi, a seguito di un incidente d'auto alle 5:30 ora italiana. Il 3 dicembre viene reintegrato in rosa, firmando un accordo di rinuncia ad un mese di stipendio. Torna in campo il 23 dicembre 2012 in Grosseto-Reggina (0-1), subentrando all'81' al posto di Valerio Foglio.
Il 15 gennaio 2013 rescinde il proprio contratto (peraltro in scadenza) con il Grosseto,(ripetendo curiosamente lo score dell'anno prima 7 presenze con una rete) firmando un contratto di sei mesi con opzione per le due stagioni successive con il Frosinone, in Lega Pro Prima Divisione; il giocatore in precedenza aveva trascorso un periodo in prova con Münster e Duisburg, società tedesche. Fa il suo esordio con il Frosinone nella gara pareggiata contro il Prato, in cui segna il gol dell'1-1. Contribuisce l'anno successivo con 12 reti alla promozione in B dei laziali. In 59 presenze realizza 26 reti, di cui 9 nella stagione 2014/15 in B. Il 2 febbraio 2015 si trasferisce al Trapani Calcio.
Il 24 agosto 2015 passa in prestito - con obbligo di riscatto in caso di promozione in Serie B - al Lecce. Parte spesso dalla panchina, ma riesce a realizzare 4 gol in 26 presenze in campionato.
Rientrato al Trapani, segna 2 gol in 15 presenze in Serie B nel 2016-2017. Dopo essersi svincolato dal club siciliano, nel 2017 firma un contratto biennale con il Catania. Con gli etnei realizza 29 reti in 103 presenze complessive, laureandosi capocannoniere del girone C della Serie C nella stagione 2017/18.
Nel 2020 si accasa al Catanzaro, con i calabresi realizza 6 goal in 56 partite. Nel mese di gennaio del 2022 si trasferisce alla Vibonese.  Nonostante i 4 goal in 13 presenze, non riesce ad evitare la retrocessione della squadra in Serie D.
Nella stagione 2022/2023 gioca nel Messina, contribuendo alla salvezza dei giallorossi ai playout.
Nel mese di settembre del 2023 viene ufficializzato il suo passaggio al Terracina, nel campionato di Eccellenza laziale. Con i suoi 15 goal stagionali contribuisce alla vittoria del campionato e alla conquista della Coppa Italia di categoria. In particolare, ha realizzato 11 goal in 28 partite in campionato, 3 goal in 10 partite in Coppa Italia e un goal in una partita di Supercoppa di categoria.
Il 3 settembre 2024 viene ufficializzato il suo acquisto alla Reggina, con la quale riesce ad andare in rete in trasferta ad Enna il 23 ottobre dopo appena 2 presenze in campo, di cui la prima ha giocato solo per un tempo di gara.

### Nazionale
Nei primi mesi del 2008 entra a far parte nel giro della nazionale Under-20 italiana, con cui colleziona tre presenze contro Austria U-20 (la prima e la terza gara) e Germania U-20.
Nel giugno 2022 viene convocato da Giovanni Marchese nella nazionale Siciliana, facente parte della CONIFA non essendo riconosciuta né dalla FIFA e né dalla UEFA. Il 10 giugno seguente, vestendo la fascia di capitano, fa il proprio debutto nella gara valida per la Antudo Cup contro la Sardegna, in cui segna un gol nel 4-1 finale.
Nella stessa data ma un anno dopo, ancora da capitano, gioca interamente la partita contro la Corsica, valida per la prima edizione della Sikelia Cup, decidendo il match segnando l'unico goal con un gran tiro al volo nel secondo tempo.

## Statistiche

### Presenze e reti nei club
Statistiche aggiornate al 4 maggio 2025.
| Stagione         | Squadra                    | Campionato       | Campionato | Campionato | Coppe nazionali | Coppe nazionali | Coppe nazionali | Coppe continentali | Coppe continentali | Coppe continentali | Altre coppe    | Altre coppe | Altre coppe | Totale | Totale |
| Stagione         | Squadra                    | Comp             | Pres       | Reti       | Comp            | Pres            | Reti            | Comp               | Pres               | Reti               | Comp           | Pres        | Reti        | Pres   | Reti   |
| ---------------- | -------------------------- | ---------------- | ---------- | ---------- | --------------- | --------------- | --------------- | ------------------ | ------------------ | ------------------ | -------------- | ----------- | ----------- | ------ | ------ |
| 2004-2005        | Campobello                 | Ecc.             | 18         | 9          | CI-Dil.         | ?               | ?               | -                  | -                  | -                  | -              | -           | -           | 18     | 9      |
| 2005-2006        | Palermo                    | A                | 0          | 0          | CI              | 0               | 0               | CU                 | 0                  | 0                  | -              | -           | -           | 0      | 0      |
| 2006-2007        | Palermo                    | A                | 0          | 0          | CI              | 0               | 0               | CU                 | 0                  | 0                  | -              | -           | -           | 0      | 0      |
| 2007-2008        | Sambenedettese             | C1               | 29         | 9          | CI-C            | 5               | 4               | -                  | -                  | -                  | -              | -           | -           | 34     | 13     |
| 2008-gen. 2009   | Vicenza                    | B                | 3          | 0          | CI              | 1               | 0               | -                  | -                  | -                  | -              | -           | -           | 4      | 0      |
| gen.-giu. 2009   | Ravenna                    | 1D               | 9+2        | 8          | CI+CI-LP        | -               | -               | -                  | -                  | -                  | -              | -           | -           | 11     | 8      |
| 2009-2010        | Cittadella                 | B                | 19+1       | 2+1        | CI              | 3               | 0               | -                  | -                  | -                  | -              | -           | -           | 23     | 3      |
| 2010-2011        | Crotone                    | B                | 22         | 4          | CI              | 1               | 0               | -                  | -                  | -                  | -              | -           | -           | 23     | 4      |
| 2011-gen. 2012   | Triestina                  | 1D               | 19         | 7          | CI+CI-LP        | 0               | 0               | -                  | -                  | -                  | -              | -           | -           | 19     | 7      |
| gen.-giu. 2012   | Grosseto                   | B                | 7          | 1          | CI              | -               | -               | -                  | -                  | -                  | -              | -           | -           | 7      | 1      |
| 2012-gen. 2013   | Grosseto                   | B                | 7          | 1          | CI              | 1               | 0               | -                  | -                  | -                  | -              | -           | -           | 8      | 1      |
| Totale Grosseto  | Totale Grosseto            | Totale Grosseto  | 14         | 2          |                 | 1               | 0               |                    | -                  | -                  |                | -           | -           | 15     | 2      |
| gen.-giu. 2013   | Frosinone                  | 1D               | 12         | 5          | CI+CI-LP        | -               | -               | -                  | -                  | -                  | -              | -           | -           | 12     | 5      |
| 2013-2014        | Frosinone                  | 1D               | 28+5       | 12         | CI+CI-LP        | 2+2             | 1+1             | -                  | -                  | -                  | -              | -           | -           | 37     | 14     |
| 2014-gen. 2015   | Frosinone                  | B                | 19         | 9          | CI              | 1               | 0               | -                  | -                  | -                  | -              | -           | -           | 20     | 9      |
| Totale Frosinone | Totale Frosinone           | Totale Frosinone | 59+5       | 26         |                 | 5               | 2               |                    | -                  | -                  |                | -           | -           | 69     | 28     |
| gen.-giu. 2015   | Trapani                    | B                | 16         | 4          | CI              | -               | -               | -                  | -                  | -                  | -              | -           | -           | 16     | 4      |
| 2015-2016        | Lecce                      | LP               | 26         | 4          | CI+CI-LP        | 0               | 0               | -                  | -                  | -                  | -              | -           | -           | 26     | 4      |
| 2016-2017        | Trapani                    | B                | 15         | 2          | CI              | 1               | 0               | -                  | -                  | -                  | -              | -           | -           | 16     | 2      |
| Totale Trapani   | Totale Trapani             | Totale Trapani   | 31         | 6          |                 | 1               | 0               |                    | -                  | -                  |                | -           | -           | 32     | 6      |
| 2017-2018        | Catania                    | C                | 33+4       | 15+1       | CI-C            | 1               | 1               | -                  | -                  | -                  | -              | -           | -           | 38     | 17     |
| 2018-2019        | Catania                    | C                | 30+4       | 4+1        | CI+CI-C         | 3+1             | 1+1             | -                  | -                  | -                  | -              | -           | -           | 38     | 7      |
| 2019-2020        | Catania                    | C                | 19+2       | 3          | CI+CI-C         | 2+3             | 1+1             | -                  | -                  | -                  | -              | -           | -           | 26     | 5      |
| set. 2020        | Catania                    | C                | -          | -          | CI              | 1               | 0               | -                  | -                  | -                  | -              | -           | -           | 1      | 0      |
| Totale Catania   | Totale Catania             | Totale Catania   | 82+10      | 22+2       |                 | 11              | 5               |                    | -                  | -                  |                | -           | -           | 103    | 29     |
| ott. 2020-2021   | Catanzaro                  | C                | 32+2       | 5          | CI              | 2               | 0               | -                  | -                  | -                  | -              | -           | -           | 36     | 5      |
| 2021-gen.2022    | Catanzaro                  | C                | 15         | 0          | CI-C            | 5               | 1               | -                  | -                  | -                  | -              | -           | -           | 20     | 1      |
| Totale Catanzaro | Totale Catanzaro           | Totale Catanzaro | 47+2       | 5          |                 | 7               | 1               |                    | -                  | -                  |                | -           | -           | 56     | 6      |
| gen.-giu.2022    | Vibonese                   | C                | 13         | 4          | CI-C            | -               | -               | -                  | -                  | -                  | -              | -           | -           | 13     | 4      |
| 2022-2023        | Messina                    | C                | 24+1       | 1          | CI-C            | -               | -               | -                  | -                  | -                  | -              | -           | -           | 25     | 1      |
| 2023-2024        | Terracina                  | Ecc.             | 28         | 11         | CI-Dil.         | 10              | 3               | -                  | -                  | -                  | SC- Ecc. Lazio | 1           | 1           | 39     | 15     |
| 2024-2025        | Reggina                    | D                | 15         | 2          | CI-D            | 3               | 2               | -                  | -                  | -                  | -              | -           | -           | 18     | 4      |
| 2025-2026        | DB Rossoblù Città Di Luzzi | Ecc.             | -          | -          | CI-Dil.         | -               | -               | -                  | -                  | -                  | -              | -           | -           | -      | -      |
| Totale carriera  | Totale carriera            | Totale carriera  | 479        | 125        |                 | 48              | 17              |                    | 0                  | 0                  |                | 1           | 1           | 528    | 143    |

## Palmarès

### Competizioni regionali
- Campionato di Eccellenza: 2

Campobello: 2004-2005
Terracina: 2023-2024
- Coppa Italia Dilettanti Lazio: 1

Terracina: 2023-2024

### Individuale
- Capocannoniere della Serie C: 1

2017-2018 (Girone C, 15 gol)
- Capocannoniere del Campionato Primavera: 1 2006-2007